# Christine Hargin
Christine Hargin (* 24. Januar 1980 in Stockholm) ist eine ehemalige schwedische Skirennläuferin, die heute im Freeride aktiv ist.

## Werdegang
Im November 1995 startet sie als 15-Jährige in Schweden bei den ersten FIS-Rennen (Fédération Internationale de Ski) im Skieuropacup. 2003 wurde sie nationale Vize-Meisterin im Slalom.
2004 beendete Christine Hargin ihre Alpin-Ski-Karriere und wandte sich dem Freeride im Gelände zu.
2012 gewann sie die Weltmeisterschaft im Rahmen der Freeride World Tour (FWT). 2015 wurde sie hinter der Österreicherin Eva Walkner Vierte in der Freeride World Tour.

### Privates
Ihr Bruder Mattias Hargin (* 1985) ist ebenfalls Skirennläufer und ihre zweite ältere Schwester Janette Hargin (* 1977) war ebenso im Weltcup und im Freeride aktiv.

## Filme
Im Frühjahr 2014 trat sie gemeinsam mit ihren österreichischen World-Tour-Konkurrentinnen Nadine Wallner und Eva Walkner eine Alaska-Expedition an. Die nach einer Idee von Eva Walkner produzierte filmische Umsetzung Exploring Alaska (Regie/Drehbuch: Franz Hinterbrandner, Max Reichel) lief 2016 beim Freeride Filmfestival in Wien.